# Osakabe no Miko
O príncipe Osakabe no Miko (忍壁皇子, [- 705] Erro: {{japonês}}: texto da transliteração contém caractere não latino (pos 9) (ajuda)) foi membro da família imperial e político durante o Período Asuka da história do Japão. Takechi  era o nono filho do Imperador Tenmu. que ajudou a escrever o Código de Taihō (681 d.C.), ao lado de Fujiwara no Fuhito. O Código era essencialmente uma reorganização administrativa, que serviria como base para a estruturação governamental do Japão durante vários séculos.

## Vida
Sua obra principal cooperar com Fujiwara no Fuhito no desenvolvimento do Código Taiho , publicado em 701 e que continha a base jurídica do governo imperial, inspirado pelos códigos confucianos utilizados pela Dinastia Tang da China.
Osakabe assumiu como Daijō Daijin a partir de 703 até sua morte.
Como um poeta, tinha um dos seus poemas incluídos na antologia Man'yōshū.
Osakabe também participou da comissão de estudiosos que prepararam os materiais históricos que resultaram no Nihon Shoki o segundo livro mais antigo do Japão.
Acredita-se que os seus restos mortais ocupam kofun de Takamatsuzuka em Asuka, Nara.
| Precedido por Príncipe Ōtomo no Miko | 3º Daijō Daijin (703 - 705) | Sucedido por Príncipe Hozumi no Miko |